# Baslieux
Baslieux és un municipi francès situat al departament de Meurthe i Mosel·la i a la regió del Gran Est. L'any 2007 tenia 567 habitants.

## Demografia

### Població
El 2007 la població de fet de Baslieux era de 567 persones. Hi havia 210 famílies, de les quals 40 eren unipersonals (16 homes vivint sols i 24 dones vivint soles), 67 parelles sense fills, 79 parelles amb fills i 24 famílies monoparentals amb fills.
La població ha evolucionat segons el següent gràfic:
Habitants censats

### Habitatges
El 2007 hi havia 232 habitatges, 212 eren l'habitatge principal de la família, 7 eren segones residències i 14 estaven desocupats. 227 eren cases i 6 eren apartaments. Dels 212 habitatges principals, 174 estaven ocupats pels seus propietaris, 34 estaven llogats i ocupats pels llogaters i 4 estaven cedits a títol gratuït; 2 tenien dues cambres, 12 en tenien tres, 84 en tenien quatre i 114 en tenien cinc o més. 187 habitatges disposaven pel capbaix d'una plaça de pàrquing. A 98 habitatges hi havia un automòbil i a 95 n'hi havia dos o més.

### Piràmide de població
La piràmide de població per edats i sexe el 2009 era:
| Homes | Edats   | Dones |
| ----- | ------- | ----- |
| 0     | 95 o +  | 0     |
| 0     | 90 a 94 | 4     |
| 0     | 85 a 89 | 0     |
| 0     | 80 a 84 | 0     |
| 20    | 75 a 79 | 4     |
| 8     | 70 a 74 | 28    |
| 16    | 65 a 69 | 20    |
| 16    | 60 a 64 | 8     |
| 12    | 55 a 59 | 8     |
| 12    | 50 a 54 | 16    |
| 28    | 45 a 49 | 16    |
| 20    | 40 a 44 | 8     |
| 28    | 35 a 39 | 24    |
| 24    | 30 a 34 | 28    |
| 16    | 25 a 29 | 16    |
| 4     | 20 a 24 | 12    |
| 16    | 15 a 19 | 16    |
| 20    | 10 a 14 | 24    |
| 28    | 5 a 9   | 12    |
| 20    | 0 a 4   | 20    |

## Economia
El 2007 la població en edat de treballar era de 349 persones, 239 eren actives i 110 eren inactives. De les 239 persones actives 215 estaven ocupades (123 homes i 92 dones) i 24 estaven aturades (12 homes i 12 dones). De les 110 persones inactives 33 estaven jubilades, 29 estaven estudiant i 48 estaven classificades com a «altres inactius».

### Ingressos
El 2009 a Baslieux hi havia 206 unitats fiscals que integraven 569 persones, la mediana anual d'ingressos fiscals per persona era de 16.691 €.

### Activitats econòmiques
Dels 12 establiments que hi havia el 2007, 1 era d'una empresa extractiva, 1 d'una empresa alimentària, 1 d'una empresa de fabricació de material elèctric, 2 d'empreses de construcció, 3 d'empreses de comerç i reparació d'automòbils, 1 d'una empresa d'hostatgeria i restauració, 1 d'una empresa d'informació i comunicació i 2 d'empreses de serveis.
Els 2 serveis als particulars que hi havia el 2009 eren paletes.
Dels 3 establiments comercials que hi havia el 2009, 1 era una botiga de menys de 120 m² i 2 carnisseries.
L'any 2000 a Baslieux hi havia 11 explotacions agrícoles que ocupaven un total de 504 hectàrees.

## Equipaments sanitaris i escolars
El 2009 hi havia una escola elemental.

## Poblacions més properes
El següent diagrama mostra les poblacions més properes.